# Pittsburg (California)
Pittsburg, fundada en 1903, es una ciudad ubicada en el condado de Contra Costa en el estado estadounidense de California. En el año 2000 tenía una población de 56,769 habitantes y una densidad poblacional de 1,405 personas por km².

## Geografía
Pittsburg se encuentra ubicada en las coordenadas 38°1′N 121°53′O / 38.017, -121.883. Según la Oficina del Censo, la ciudad tiene un área total de 43,6 km² (16,8 mi²), de la cual 40,4 km² (15,6 mi²) es tierra y 3,2 km² (1,2 mi²) (7.25%) es agua.

## Demografía
Según la Oficina del Censo en 2000 los ingresos medios por hogar en la localidad eran de $50,557, y los ingresos medios por familia eran $54,472. Los hombres tenían unos ingresos medios de $39,111 frente a los $31,396 para las mujeres. La renta per cápita para la localidad era de $18,241. Alrededor del 11.5% de la población estaban por debajo del umbral de pobreza.